# 아니바레구
아니바레구(Anibare District)는 나우루 동부에 위치한 행정구로, 면적은 3.1km2, 인구는 160명이다. 아름다운 해변과 하얀 환초로 유명한 아니바레 만과 접해 있고 스포츠 시설과 관광 명소가 많이 들어서 있다. 구 서부에는 인광석 가공 시설이 들어서 있다.

## 지도

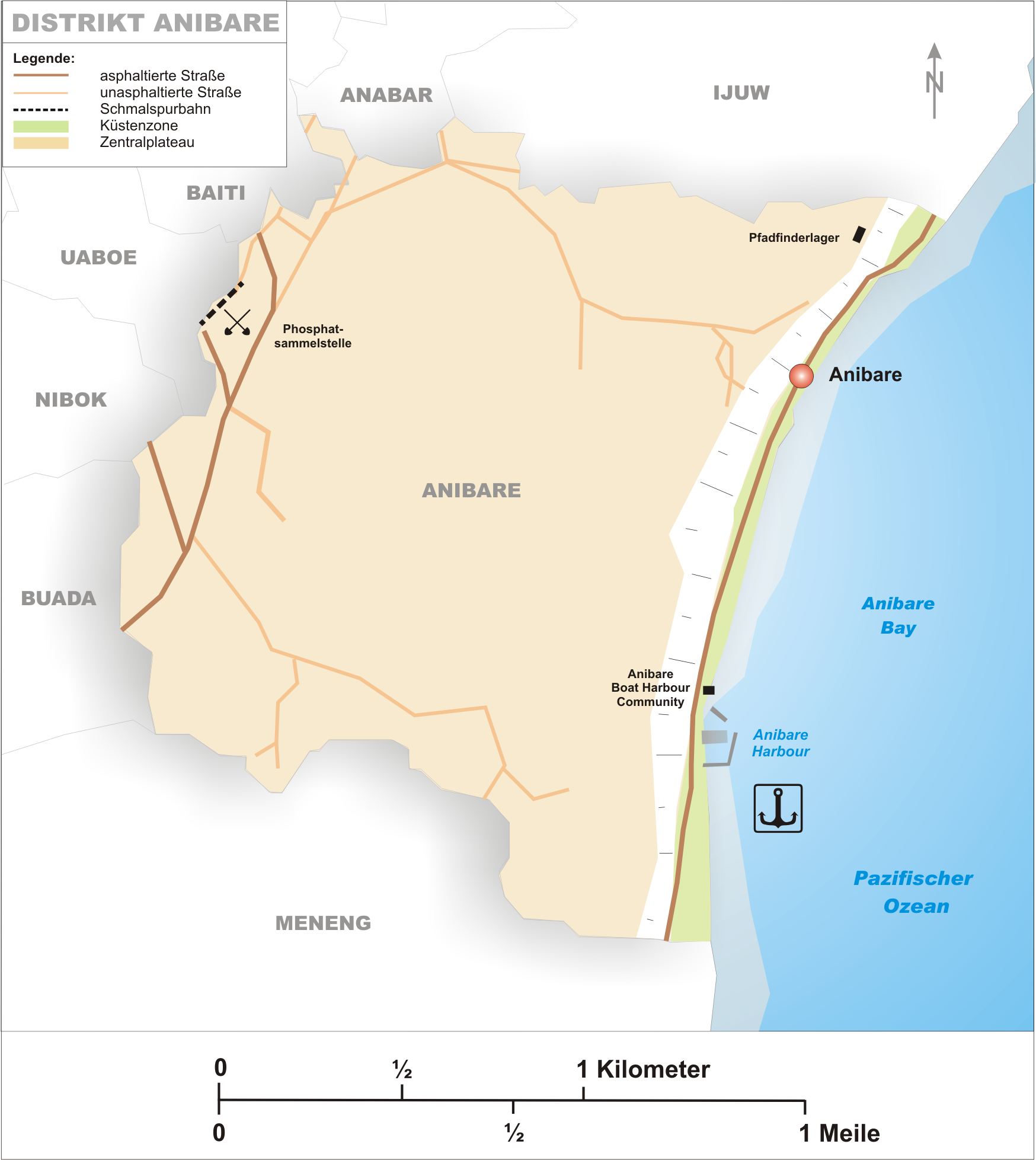
아니바레 구
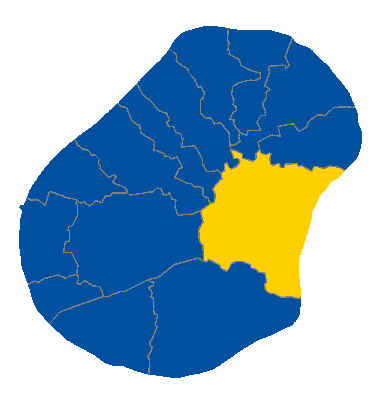
아니바레 구의 위치
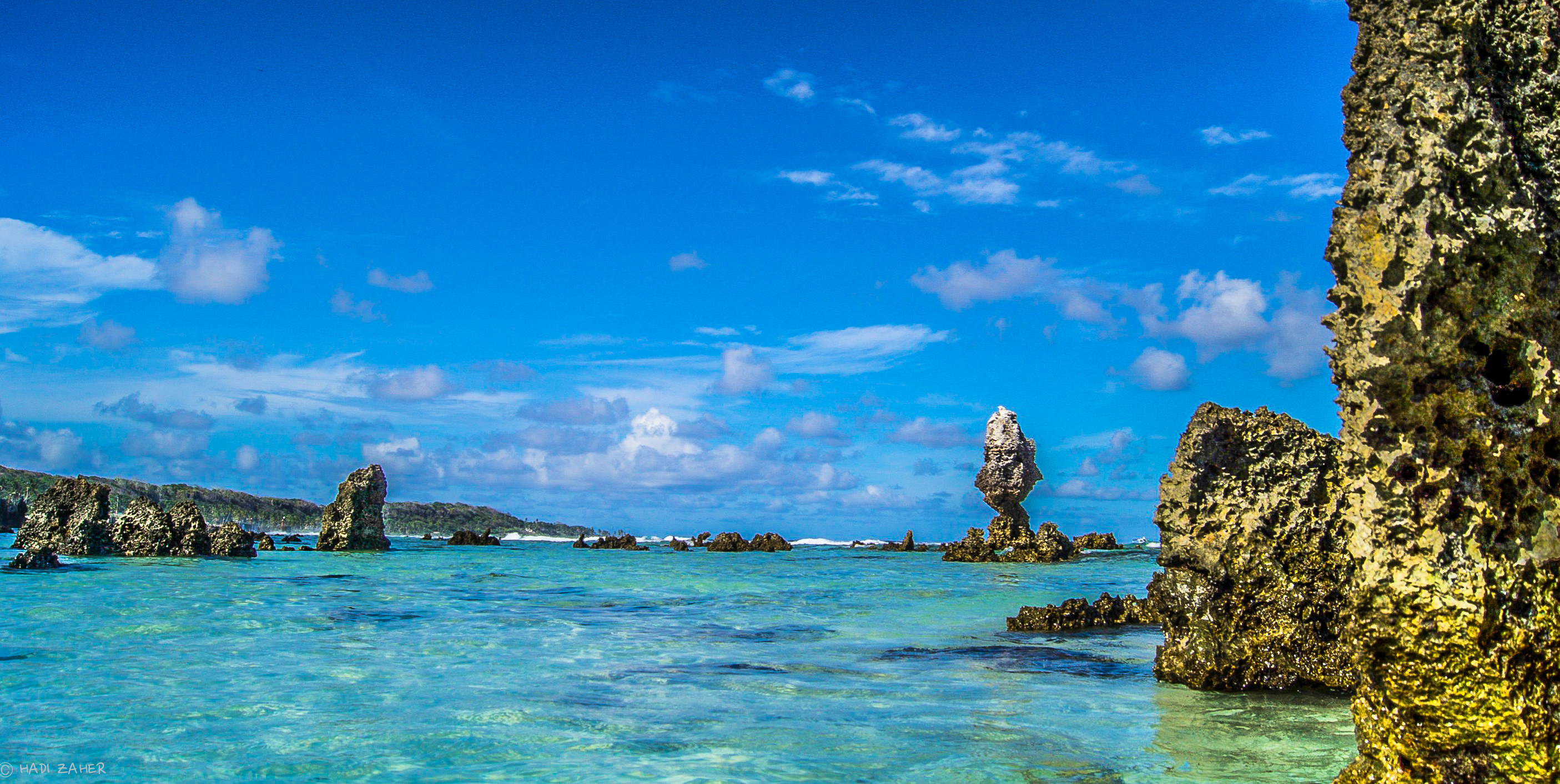
아니바레 만과